# هنري الأول، لاندغراف هسن
هاينريش الأول من هسن (بالألمانية: Heinrich I.)‏ (24 يونيو 1244 - 21 ديسمبر 1304) كان أول لاندغراف هسن هو ابن هنري الثاني، دوق برابانت وصوفيا من تورينغيا.

## هسن
في 1247 توفي هنري، لاندغراف تورينغيا بدون أطفال، فنشأ صراع حول تورينغيا وهسن بين ابن شقيقته هاينريش الثالث، لاندغراف ميسين وابنة أخته صوفيا التي ادعت أراضي نيابة عن ابنها الصغير وتلقت الدعم من نبلاء هسن، وفي عام 1264 تمت تسوية الخلافة تلقى هاينريش من ميسين تورينغيا، وفي حين تلقى هاينريش من برابانت هسن، وهو يعتبر الجد الأكبر لـ حكام هسن وفروعها لاحقاً.